# Општина Салатручел (Валча)
Салатручел (рум. Sălătrucel) општина је у Румунији у округу Валча.
Oпштина се налази на надморској висини од 468 m.